# جون هوستون سافاج
جون هوستون سافاج (بالإنجليزية: John Houston Savage)‏ هو محامي وسياسي أمريكي، ولد في 9 أكتوبر 1815 في ميكمينفيل في الولايات المتحدة، وتوفي بنفس المكان في 5 أبريل 1904. حزبياً، نشط في الحزب الديمقراطي. وقد انتخب عضو مجلس نواب تينيسي وانتخب عضو مجلس ولاية تينيسي وانتخب عضو مجلس النواب الأمريكي.